# The Source Hip-Hop Music Awards 2000
The Source Hip-Hop Music Awards 2000 to kolejna składanka z serii „Hip-Hop Music Awards” prezentowana przez magazyn „The Source”. Została wydana 15 sierpnia 2000 roku.

## Lista utworów
1. "What's My Name" (DMX)
2. "Forgot About Dre" (Dr. Dre ft. Eminem)
3. "Jigga My Nigga" (Jay-Z)
4. "Bling Bling" (B.G.)
5. "Vivrant Thing" (Q-Tip)
6. "You Owe Me" (Nas)
7. "Whoa!" (Black Rob)
8. "Quiet Storm (Remix)" (Mobb Deep ft. Lil’ Kim)
9. "Da Rockwilder" (Method Man, Redman)
10. "Back That Thing Up" (Juvenile)
11. "Cherchez LaGhost" (Ghostface Killah)
12. "Bitch Please" (Snoop Dogg ft. Xzibit & Nate Dogg)
13. "The Truth" (Beanie Sigel)
14. "Got Beef" (Tha Eastsidaz)
15. "Wild Out" (The Lox)
16. "Ms. Fat Booty" (Mos Def)
17. "Cold Hearted" (Made Men)